# Céline Dumerc
Céline Dumerc (Tarbes, Francia, 9 de julio de 1982) es una jugadora de baloncesto francesa. 